# イスラム恐怖症

反イスラーム主義のマーク。モスクの上に禁止マークを追加している。

イスラム恐怖症（イスラムきょうふしょう、イスラムフォビア、イスラモフォビア
、英語: Islamophobia）は、イスラム教やムスリムに対する憎悪、宗教的偏見のことである。「イスラム恐怖症」という言葉は広く使われている一方、この単語の使用、あるいは、その概念が表す内容について非常に多くの議論がある。

## 出現の背景
2001年のアメリカ同時多発テロが発生して以降、イスラム教や教徒への厭悪や差別を示す際によく用いられるようになった。
特にアメリカ同時多発テロ以後に、米国やイスラエルなどでイスラム教自体や相手がイスラム教徒であるというだけで嫌悪感や偏見を向けるイスラモフォビアが発生し蔓延している。
当然ながら、テロを実行したりテロを支持・愛好しているのはイスラム教徒のごく一部であるにもかかわらずイスラム教やイスラム教徒に対する否定的なステレオタイプが発生し、イスラム教という特定の宗教に対する差別や厭悪が発生していることが問題となっている。
2012年9月25日に、イスラム協力機構はイスラム恐怖症の法規制を呼びかけた。ムハンマドを侮辱する映像の制作やイスラム教の聖典コーランの焼却、ムハンマドの諷刺画の掲載などは、イスラム教徒に対する差別、侮辱、中傷、非難を意図的に引き起こしていると指摘している。

## 日本におけるイスラム恐怖症
イスラム教に関して欧米同様、日本では保守勢力を中心に行われ始めている傾向がある。時には反共プロパガンダと共に用いる場合もある。リベラル派も同様に民主主義や伝統的に相いれない等の理由から行われていることがある。